# 윤예주
윤예주(尹芮珠, 1995년 4월 23일 ~ )는 대한민국의 배우이다. 2014년 드라마 《엔젤 아이즈》로 데뷔했다.

## 출연

### 드라마
| 연도 | 방송사       | 제목                       | 역할             | 비고 |
| ---- | ------------ | -------------------------- | ---------------- | ---- |
| 2014 | SBS          | 《엔젤 아이즈》            | 박혜주           |      |
| 2015 | MBC          | 《앵그리맘》               | 진이경           |      |
| 2015 | OCN          | 《실종느와르 M》           | 이세영           |      |
| 2015 | SBS          | 《나의 판타스틱한 장례식》 |                  |      |
| 2016 | tvN          | 《치즈인더트랩》           | 강아영           |      |
| 2016 | SBS          | 《사임당, 빛의 일기》      | 휘음당 최씨 아역 |      |
| 2020 | KBS2         | 《어서와》                 | 은지은           |      |
| 2022 | 플레이리스트 | 《뉴연애플레이리스트》     | 윤슬             |      |
| 2023 | 채널 A       | 《남과 여》                | 김혜령           |      |

### 뮤직 비디오
- 2013년 정준영 〈병이에요 (Spotless Mind)〉 (S극 Ver.)
- 2016년 케이윌 (Feat. 다비치) 〈니가 하면 로맨스 (You call it romance)〉

## 광고
- 2013년 《이니스프리》 광고
- 2015년 《AHC사랑하나이다 - 고시원편》 광고
- 2015년 《모두의 마블 - 좀비맵 업데이트》 광고